# Soutok Bečvy a Moravy
Soutok Bečvy a Moravy je soutok řek Bečva a Morava, které patří do povodí Moravy a Dunaje a úmoří Černého moře. Bečva je levostranným přítokem Moravy. Soutok se nachází na říčním kilometru 210,6 řeky Moravy v části Tovačov I-Město mezi Tovačovem a Troubkami v okrese Přerov. Soutok leží mezi Tovačovskými rybníky a u soutoku s vodním kanálem Splavská na Hané v mezoregionu Hornomoravský úval a v Olomouckém kraji. Bečva je největším přítokem Moravy. Od soutoku pokračuje největší moravská řeka Morava na jih, kde se vlévá do veletoku Dunaj.

## Další informace
Místo je celoročně volně přístupné po polní cestě a občasná omezení mohou nastat v případě povodní, kdy doposud největší katastrofální povodeň se stala v roce 1997 (Povodně na Moravě a Odře). K soutoku Bečvy a Moravy vedou turistické a cyklistické trasy, např. cyklostezka Bečva aj. Na místě se nachází turistický rozcestník a informační panel naučné stezky Po stopách bitvy u Tovačova 1866.

## Galerie

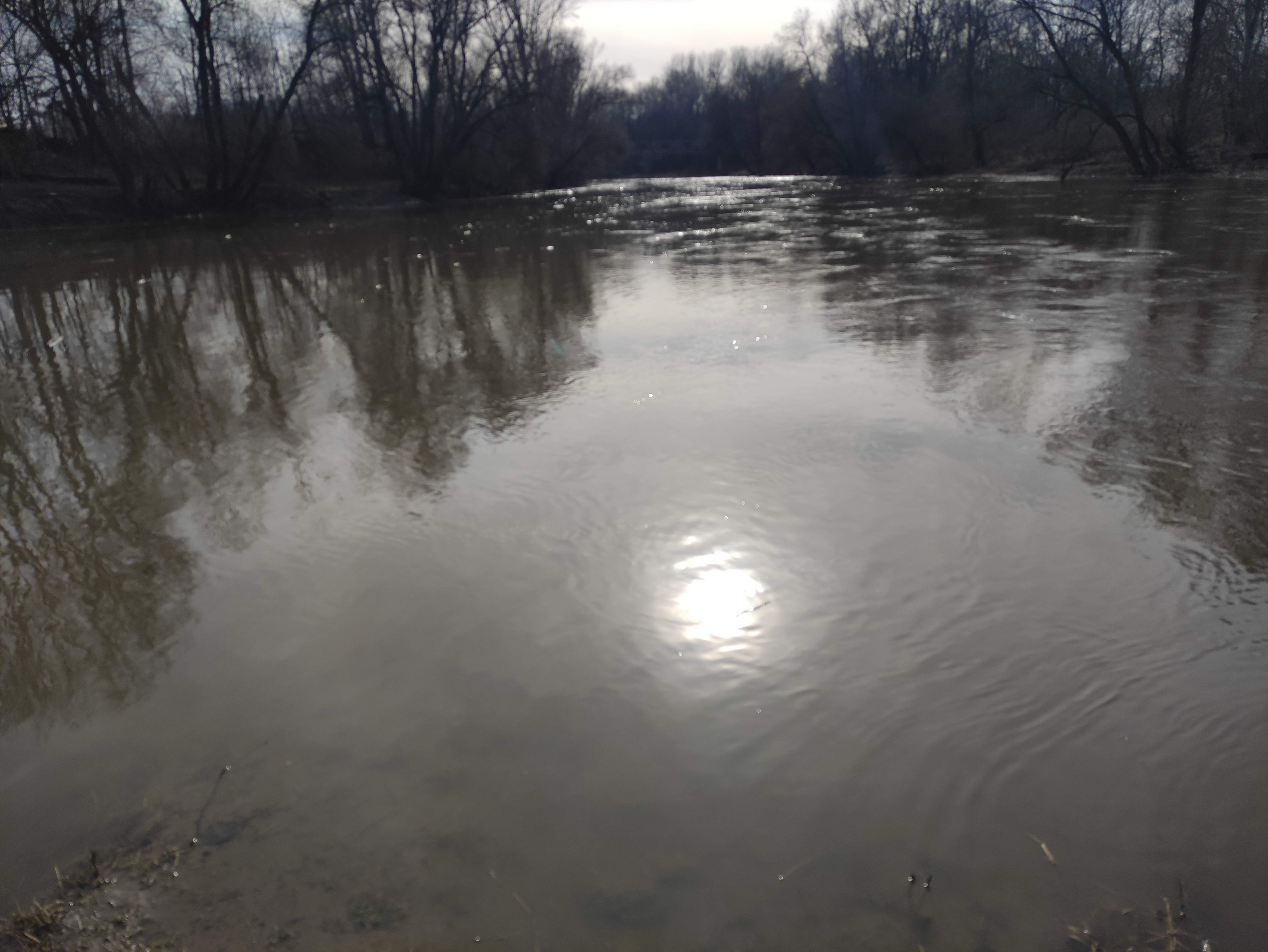
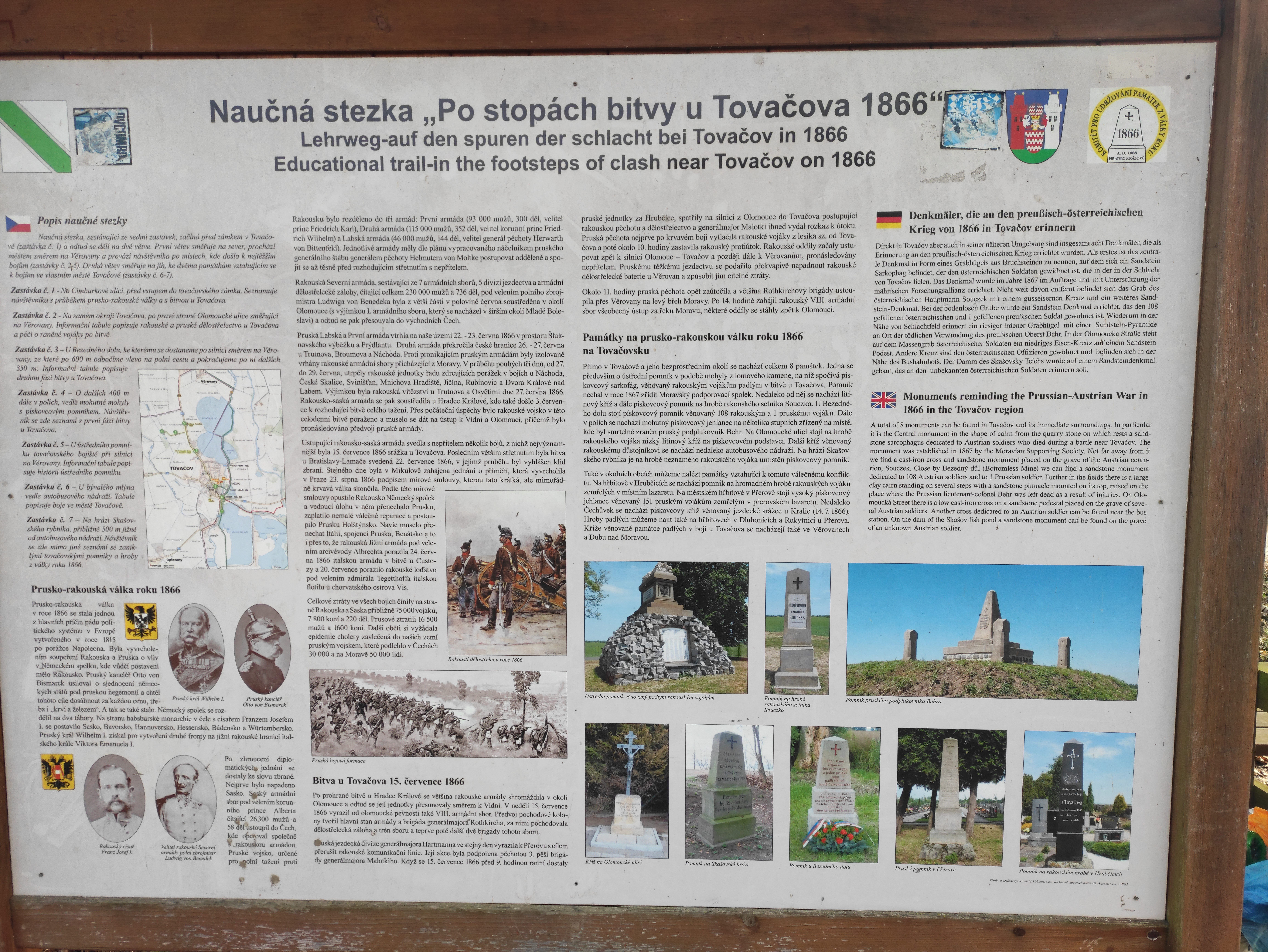
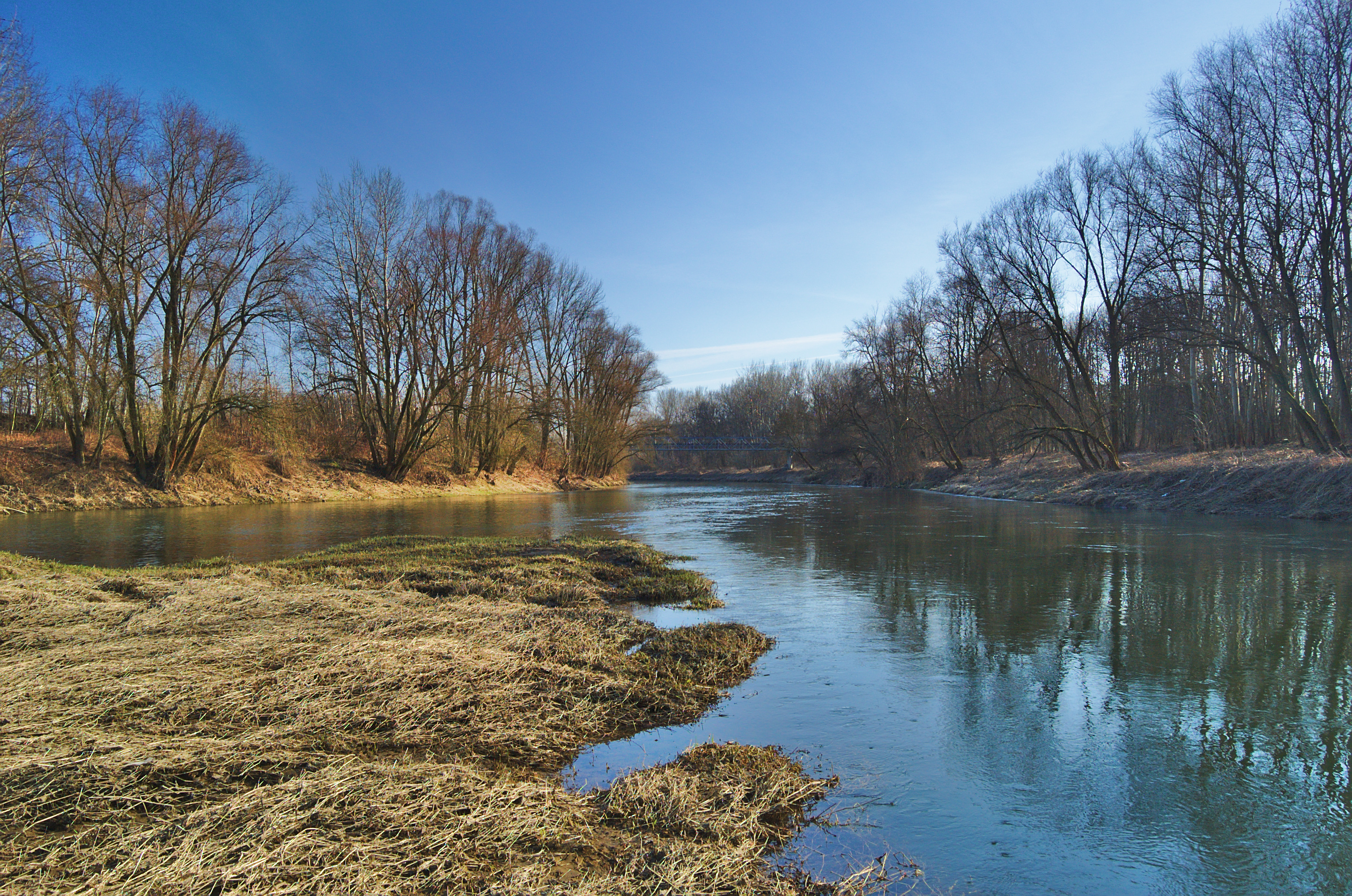